# جامعة ميكولا جوكوفسكي الوطنية الجوية الفضائية

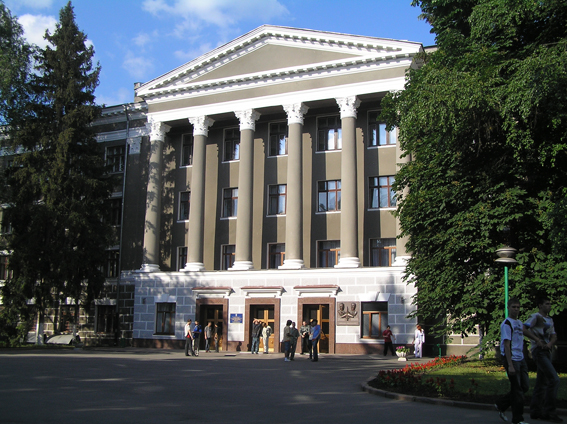
البوابة الرئيسية لجامعة ميكولا جوكوفسكي الوطنية

تأسست جامعة ميكولا جوكوفسكي الوطنية الجوية الفضائية في العام 1930 على أساس أنه قسم الطيران في معهد خاركيف للعلوم التقنية، لكنه حاز على مبنى منفصل لاحقا، وهو يضم الآن 8 مباني تعليمية، منها معهدين للأبحاث العلمية، ومختبرات علمية، ومكتبة وسكن جامعي.
توقف تطوير الجامعة بسبب هجوم ألمانيا النازية على الاتحاد السوفيتي. وذهب أكثر من 500 أستاذ وطالب إلى الجبهة للدفاع عن وطنهم ولاجتثاث الفاشية من أراضيهم.
وبسبب احتلال مدينة خاركيف نقل المعهد إلى كازان عاصمة جمهورية تاتارستان ليعود مباشرة بعد تحرير خاركيف في العام 1944.
بعد نيل أوكرانيا استقلالها عام 1991 أصبح معهد خاركيف للطائرات أول معهد يتم فيه تدريب متكامل للمتخصصين في مجال الطيران والفضاء، وفي العام 1992 بدأ يسمح للأجانب بالدراسة فيه.
خرجت الجامعة أكثر من 53 ألف مهندس، 80% منهم يعملون في مجال الطيران والفضاء في أوكرانيا.
واختراعات علماء المعهد مسجلة في أكثر من 20 دولة حول العالم. وهو يشارك في المعارض الدولية باستمرار.
في الوقت الحالي يدرس في الجامعة أكثر من 7000 طالب و160 طالب دراسات عليا، ويعمل فيه 700 مدرس (95 بروفسور ودكتور، وأكثر من 400 أستاذ و2000 متعاون).
من مميزات جامعة خاركيف للطائرات أن لديه ارتباط وثيق مع الإنتاج، يُدرس فيه كبراء المصممين ورؤساء أكبر المصانع في مجال الطيران والفضاء في كل من خاركيف وكييف و زابوروجيا.
وتتمتع الجامعة بالمشاركة في المحطة الفضائية الدولية، ومشروعات المؤسسات المعنية في كل من روسيا والولايات المتحدة واليابان وألمانيا وهولندا والصين.

## الكليات
- كلية بناء الطائرات
- كلية محركات الطائرات
- كلية نظم التحكم في آلات الطيران
- كلية هندسة الصواريخ الفضائية
- كلية النظم اللاسلكية في آلات الطيران